# Вера (Альмерія)
Вера (ісп. Vera) — муніципалітет в Іспанії, у складі автономної спільноти Андалусія, у провінції Альмерія. Населення — 14 371 особа (2010).
Муніципалітет розташований на відстані близько 390 км на південний схід від Мадрида, 70 км на північний схід від Альмерії.
На території муніципалітету розташовані такі населені пункти: (дані про населення за 2010 рік)
- Вера: 11335 осіб
- Вера-Коста: 3036 осіб

## Демографія
Динаміка населення (INE ):

## Уродженці
- Хуан Франсіско Мартінес Модесто (*1980) — іспанський футболіст, нападник.

## Галерея зображень

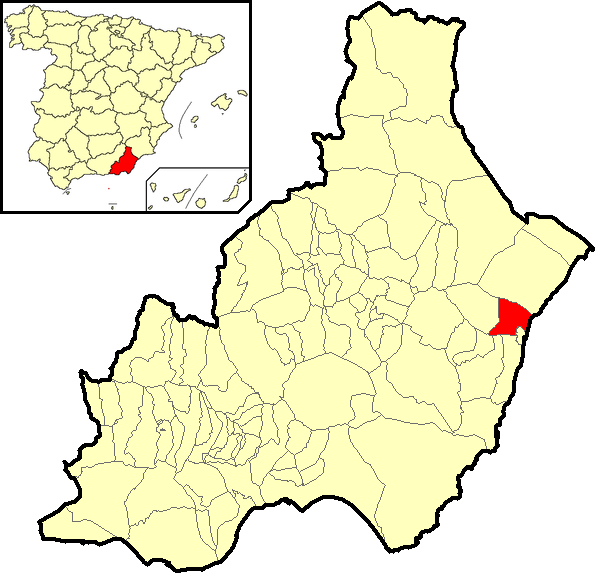
Розташування муніципалітету Вера у провінції Альмерія
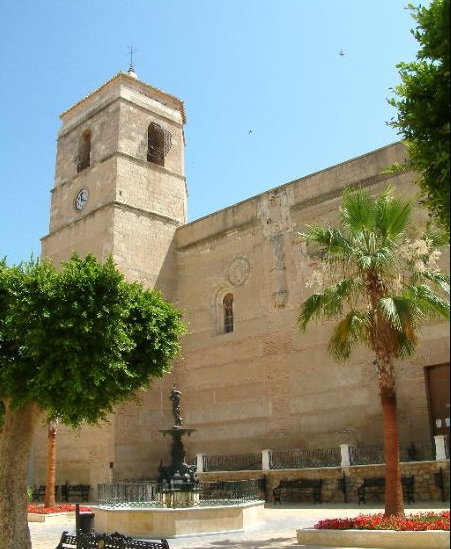
Церква Нуестра-Сеньйора-де-ла-Енкарнасьйон, Вера